# Финале УЕФА Лиге шампиона 2019.
Финале УЕФА Лиге шампиона 2019. године је био последњи меч Лиге шампиона у сезони 2018/19, 64. сезони  највећег европског клупског такмичења које организује УЕФА. Финале је одржано на Ванди Метрополитано, у Мадриду 1. јуна 2019, између енглеских клубова Тотенхем хотспера, који је у свом првом финалу Лиге шампиона, и Ливерпула, који је у свом деветом финалу, а другом у низу, пошто су претходне сезоне поражени од Реал Мадрида. То је било седмо финале Лиге шампиона - и четврто у деценији да су се сусрела два тима из истог савеза и исте лиге, а друго финале између енглеских клубова после 2008. То је такође било прво финале од 2013. да не буде бар један шпански тим у финалу, са Барселоном и Реалом који су учествовали у претходних пет финала и победили свих пет, Барселона један пут и Реал Мадрид четири пута.
Ливерпул је као победник добио право да игра против Челсија, победника  Лиге Европе у Суперкупу 2019. године. Такође се квалификовао за следећу сезону групне фазе Лиге шампиона, али пошто се већ квалификовао кроз своју лигу, резервисано место је било додељено шампиону аустријске Бундеслиге 2018/19, 11-рангираној лиги, за придруживање према приступној листи следеће сезоне.
У марту 2018. УЕФА је саопштила да ће четврта замена бити дозвољена у продужетку и да је број замена повећан са 7 на 12. Почетно време је такође промењено са 20:45 CET на 21:00 CEST. Ово је била прва финална утакмица на којој се користила Видео асистент судија (ВАР).

## Учесници
У табели која следи, финала до 1992. године су била у ери Европског купа, од 1993. године су биле у доба Лиге шампиона.
| Клуб     | Претходни наступи у финалима                       |
| -------- | -------------------------------------------------- |
| Тотенхем | 0 (нема)                                           |
| Ливерпул | 8 (1977, 1978, 1981, 1984, 1985, 2005, 2007, 2018) |

- Напомена: Болдовано означава да су те године освојили Европски куп или Лигу шампиона.

## Место
Ово је пето финале Европског купа / УЕФА Лиге шампиона које ће бити одржано у Мадриду, након финала 1957, 1969, 1980 и 2010, који су сви одржани на стадиону Сантијаго Бернабеу.
Ванда Метрополитано са 67.000 седећих места је стадион шпанског клуба Атлетико Мадрид, којег су реновирали у септембру 2017. Због правила УЕФА која се односе на права именовања спонзора који нису на турниру, стадион се у свим материјалима УЕФА назива "Естадио Метрополитано".

### Избор домаћина утакмице
Први пут икада, УЕФА је 9. децембра 2016. покренула отворени поступак за избор места за финале клубова (УЕФА Лига шампиона, УЕФА Лига Европе и Суперкуп УЕФА). Савези су имали рок до 27. јануара 2017. да изразе камату, а досије и понуда морали су бити достављени до 6. јуна 2017.
УЕФА је 3. фебруара 2017. објавила да су удружења Азербејџана и Шпаније изразила интересовање за одржавање финала Лиге шампиона. УЕФА је 7. јуна 2017. потврдила да су доставили понуде за финале Лиге шампиона 2019. године, док је Азербејџан предложио као опцију Олимпијски стадион у Бакуу са 68.700 седећих места. Шпанија је тада предложила недовршену Ванду Метрополитано, која ће имати 67.000 седећих места. Извештај о процени понуда објављен је од стране УЕФА 14. септембра 2017. Ванда Метрополитано је изабран за место одржавања од стране Извршног одбора УЕФА 20. септембра 2017. године, док је Олимпијски стадион у Бакуу био успешан у својој кандидатури за домаћина финала УЕФА лиге Европе 2019.

## Пред меч

### Идентитет
Маскота која ће се користити у финалу откривена је 30. августа 2018. године током жреба за групну фазу. Дизајнирао ју је уметник са седиштем у Мадриду који је црпио инспирацију из локалног фолклора, укључујући приказе грба града, мачке (надимак за Мадрилене), гитару и статуу у Пуерта дел Сол. Палета боја укључује блуз и наранџе које представљају тип заласка сунца у Мадриду који је познат као "кандилазо".

### Амбасадор
Амбасадор финала је бивши шпански интернационалац Луис Гарсија, који је играо за Атлетико Мадрид 2002. до 2003. и од 2007. до 2009. и освојио је Лигу шампиона са Ливерпулом 2005. године.

### Улазнице, пут и смештај
Са капацитетом стадиона од 63.500 за финале, укупан износ од 38.000 карата доступан је навијачима и широј јавности, док две екипе финалиста добијају по 17.000 улазница, а преосталих 4.000 карата је на располагању навијачима широм света преко UEFA.com од 14. до 21. марта 2019. године у четири категорије цена: € 600, € 450, € 160 и € 70. Преостале карте се додељују локалном организационом одбору, УЕФА-и и националним савезима, комерцијалним партнерима и емитерима, и служе корпоративном угоститељском програму.
Цене смештаја у Мадриду и летови у град са енглеских аеродрома порасли су до 683 одсто у сатима после полуфинала. Управљање логистиком путовања и одређивање цена улазница од стране УЕФА-е критиковали су менаџери Јирген Клоп и Маурисио Покетино, као и групе навијача које представљају ова два клуба. Тотенхем је најавио планове за приказивање финала уживо у Лиги шампиона на њиховом стадиону у Лондону који би био отворен за публику пуног капацитета.

### Свечано отварање
Именџин Драгонс ће наступити на церемонији отварања непосредно пре почетка утакмице.

## Позадина (историја—преглед)
Тотенхем хотспер је стигао до свог првог финала у Лиги шампиона, постајући осми финалиста из Енглеске и четрдесети укупно. То ће бити пети пут да су се појавили у финалу УЕФА такмичења, играли су у финалу Купа победника купова (победили су Куп победника купова у фудбалу 1962/63. у финалу и освојили су први трофеј, постали су први британски тим који је освојио европски трофеј) и три финала Купа УЕФА (освојили су трофеј: 1972 и 1984, а изгубили су у финалу 1974). Ако победе у финалу, придружиће се Јувентусу, Ајаксу, Бајерн Минхену, Челсију и Манчестер јунајтеду као јединим клубовима који су освојили сва три главна европска трофеја (Куп Европског шампиона / УЕФА Лига шампиона, Куп УЕФА / Лига Европе и Куп победника купова). У осам мечева, они имају скор од четири победе, један реми и три пораза у европским такмичењима против енглеских клубова. Од четири меча, Тотенхeм је победио два: против Манчестер Ситија у четвртфиналу ове сезоне, и против Вулверхамптона у финалу 1972, првом финалу такмичења, постао је први британски тим који је освојио два различита европска трофеја.
Ливерпул се девети пут пласирао у финале, што је енглески рекорд, као и други у низу, изгубивши од Реал Мадрида 2018. Они су победили у овом такмичењу у пет наврата (1977, 1977, 1981, 1984 и 2005), а изгубили су три пута (1985, 2007 и 2018). Ово је такође њихово четрнаесто финале у УЕФА такмичењима,  играјући у финалу Купа победника купова (изгубивши 1966) и четири финала Купа УЕФА / Лиге Европе (Освајачи 1973, 1976, 2001, и пораз у 2016). У двадесет утакмица, Ливерпул има скор од седам победа, осам нерешених (од којих је једна утакмица завршила на пенале и где су победили и освојили после пенала 2005) и пет пораза у европским такмичењима против енглеских клубова. Недавно су победили у обе утакмице Манчестер Сити у четвртфиналу Лиге шампиона 2017/18. Меч је треће финале Лиге шампиона за менаџера Ливерпула Јиргена Клопа, који је изгубио оба претходна финала, са Борусијом Дортмунд 2013 и Ливерпулом 2018.
Финале ће бити 171. такмичарски сусрет Тотенхем хотспера и Ливерпула, са рекордом од 79 победа Ливерпула, 48 победа Тотенхема и 43 ремија. Стране су се састале два пута у овој сезони Премијер лиге 2018/19, када је Ливерпул победио 2 — 1 у оба меча. Једном их је саставио европски жреб, а то је било у полуфиналу Купа УЕФА 1972/73; Ливерпул је победио прву утакмицу 1 — 0 као домаћин, а Тотенхем је победио на другом сусрету 2 — 1, иако је Ливерпул прошао у финале због Правила гола у гостима, па је у финалу Ливерпул  победио Борусија Менхенгладбах. Још једном су се састали у финалу купа Ливерпул и Тотенхем, а Ливерпул је победио 3 — 1 након продужетка. Било је то у финалу Лига купа Енглеске 1982.
Меч ће бити прво финале од 2013. да у њему не буде шпански тим, јер су Реал Мадрид (2014, 2016, 2017 и 2018) и Барселона (2015) победили у претходних пет сезона. То ће такође бити прво финале које ће освојити енглески тим од 2012. године кад је Лигу шампиона освојио Челси, као и друго финале које ће се играти између два енглеска тима, после финала 2008. године кад су снаге одмерили Манчестер јунајтед и Челси. Све у свему, меч је седмо финале у којем се налазе два тима из исте лиге тј из истог савеза, претходно је то постигнуто у три наврата, од стране шпанских тимова (2000, 2014 и 2016), а једном од италијанских (2003) и немачких (2013) тимова. Поред тога, енглески тимови су то успели у два наврата (2008 и 2019).
Како су Челси и Арсенал такође прошли у финале УЕФА Лиге Европе, ово је прва сезона у којима су учествовале екипе из једне нације. Први пут у историји ће се сусрести енглески тимови и у Финалу Лиге Европе и Финалу Лиге шампиона.

## Пут до финала
Напомена: У мечевима испод прво је наведен резултат финалисте, а потом резултат противника (Д: домаћин, Г: гост).
| Тим           | У | П | Н | И | ДГ | ПГ | ГР | Б  |
| ------------- | - | - | - | - | -- | -- | -- | -- |
| Барселона     | 6 | 4 | 2 | 0 | 14 | 5  | +9 | 14 |
| Тотенхем      | 6 | 2 | 2 | 2 | 9  | 10 | -1 | 8  |
| Интер         | 6 | 2 | 2 | 2 | 6  | 7  | -1 | 8  |
| ПСВ Ајндховен | 6 | 0 | 2 | 4 | 6  | 13 | -7 | 2  |

| Тим             | У | П | Н | И | ДГ | ПГ | ГР  | Б  |
| --------------- | - | - | - | - | -- | -- | --- | -- |
| Пари Сен Жермен | 6 | 3 | 2 | 1 | 17 | 9  | +8  | 11 |
| Ливерпул        | 6 | 3 | 0 | 3 | 8  | 6  | +2  | 9  |
| Наполи          | 6 | 2 | 3 | 1 | 7  | 5  | +2  | 9  |
| Црвена звезда   | 6 | 1 | 1 | 4 | 5  | 17 | -12 | 4  |

## Меч

### Детаљи
"Домаћи" тим (за административне сврхе) је одређен додатним жребом одржаним након четвртфиналног и полуфиналног жреба, који је одржан 15. марта 2019. у 12:00 CET, у седишту УЕФА у Ниону, у Швајцарској.
| Тотенхем | 0:2      | Ливерпул                    |
| -------- | -------- | --------------------------- |
|          | Извештај | Салах 2’ (пен.) · Ориги 88’ |

| Тотенхем | Ливерпул |

| Тотенхем:         |    |                   |     |
|                   |    |                   |     |
| Г                 | 1  | Уго Лорис (К)     |     |
| О                 | 2  | Киран Трипијер    |     |
| О                 | 4  | Тоби Алдервајрелд |     |
| О                 | 5  | Јан Вертонген     |     |
| О                 | 3  | Дени Роуз         |     |
| С                 | 17 | Муса Сисоко       | 74’ |
| С                 | 8  | Хари Винкс        | 66’ |
| С                 | 20 | Деле Али          | 82’ |
| С                 | 23 | Кристијан Ериксен |     |
| С                 | 7  | Сон Хјунг-мин     |     |
| Н                 | 10 | Хари Кејн         |     |
| Измене:           |    |                   |     |
| Г                 | 13 | Мишел Ворм        |     |
| Г                 | 22 | Пауло Гацанига    |     |
| О                 | 6  | Давинсон Санчез   |     |
| О                 | 16 | Кајл Вокер-Питерс |     |
| О                 | 21 | Хуан Фојт         |     |
| О                 | 24 | Серж Орије        |     |
| О                 | 33 | Бен Дејвис        |     |
| С                 | 11 | Ерик Ламела       |     |
| С                 | 12 | Виктор Вањама     |     |
| С                 | 15 | Ерик Дајер        | 74’ |
| С                 | 27 | Лукас Мора        | 66’ |
| Н                 | 18 | Фернандо Љоренте  | 82’ |
| Тренер:           |    |                   |     |
| Маурисио Покетино |    |                   |     |

| Ливерпул:   |    |                          |           |     |
|             |    |                          |           |     |
| Г           | 13 | Алисон Бекер             |           |     |
| О           | 66 | Трент Александер Арнолд  |           |     |
| О           | 32 | Жоел Матип               | асист.    |     |
| О           | 4  | Вирџил ван Дајк          |           |     |
| О           | 26 | Ендру Робертсон          |           |     |
| С           | 14 | Џордан Хендерсон (К)     |           |     |
| С           | 3  | Фабињо                   |           |     |
| С           | 5  | Џорџинио Вајналдум       | 63’       |     |
| Н           | 11 | Мохамед Салах            | 2’ (пен.) |     |
| Н           | 9  | Роберто Фирмино          | 58’       |     |
| Н           | 10 | Садио Мане               |           |     |
| Измене:     |    |                          |           |     |
| Г           | 22 | Симон Мињоле             |           |     |
| Г           | 62 | Куивин Келехер           |           |     |
| О           | 6  | Дејан Ловрен             |           |     |
| О           | 12 | Џо Гомез                 |           |     |
| О           | 28 | Алберто Морено           |           |     |
| С           | 7  | Џејмс Милнер             | 63’       |     |
| С           | 20 | Адам Лалана              |           |     |
| С           | 21 | Алекс Окслејд-Чејмберлен |           |     |
| С           | 23 | Џердан Шаћири            |           |     |
| Н           | 15 | Данијел Стариџ           |           |     |
| Н           | 24 | Риан Брустер             |           |     |
| Н           | 27 | Дивок Ориги              | 58’       | 88’ |
| Тренер:     |    |                          |           |     |
| Јирген Клоп |    |                          |           |     |

| Играч утакмице: Вирџил ван Дајк (Ливерпул) Учинак: без гола и без асистенције | Правила меча 90 минута. 30 минута продужетака у случају нерешеног резултата након 90 минута. Извођење пенала, ако је резултат нерешен и након продужетака. Дванаест измена. Максимално три замене по екипи, а четврта је дозвољена у продужецима. |

### Статистика
| Статистика     | Тотенхем хотспер | Ливерпул |
| -------------- | ---------------- | -------- |
| Дато голова    | 0                | 1        |
| Укупно шутеви  | 2                | 8        |
| Шутева у гол   | 0                | 2        |
| Одбране        | 1                | 0        |
| Посед лопте    | 60%              | 40%      |
| Корнери        | 2                | 6        |
| Фаулови        | 2                | 4        |
| Офсајди        | 1                | 1        |
| Жути картони   | 0                | 0        |
| Црвени картони | 0                | 0        |

| Статистика     | Тотенхем хотспер | Ливерпул |
| -------------- | ---------------- | -------- |
| Дато голова    | 0                | 1        |
| Укупно шутева  | 14               | 6        |
| Шутева у гол   | 8                | 1        |
| Одбрана        | 0                | 8        |
| Посед лопте    | 61%              | 39%      |
| Корнери        | 6                | 3        |
| Фаулови        | 3                | 2        |
| Офсајди        | 2                | 1        |
| Жути картони   | 0                | 0        |
| Црвени картони | 0                | 0        |

| Статистика     | Тотенхем хотспер | Ливерпул |
| -------------- | ---------------- | -------- |
| Дато голова    | 0                | 2        |
| Укупно шутева  | 16               | 14       |
| Шутева у гол   | 8                | 3        |
| Одбрана        | 1                | 8        |
| Посед лопте    | 61%              | 39%      |
| Корнери        | 8                | 9        |
| Фаулови        | 5                | 6        |
| Офсајди        | 3                | 2        |
| Жути картони   | 0                | 0        |
| Црвени картони | 0                | 0        |

### Тимови
У финале Лиге шампиона први су се пласирао Ливерпул након епског преокрета против Барселоне, први меч су изгубили на Камп ноу резултатом 3—0, да би у реваншу уписали једно од убедљивијих победа и преокрета у полуфиналу Лиге шампиона 4—0. 
Други тим који се пласирао је још један енглески тим Тотенхем који је победио Ајакс након пораза на свом стадиону од 0—1, догодио се преокрет и још једном је домаћин изгубио 2—3. То значи да ћемо у финалу гледати прави Енглески дерби. Тотенхем је уз пуно драме дошао до финала Лиге шампиона постигавши погодак у задњој минути утакмице, херој утакмице је Бразилац Лукас Мора који је постигао хет трик и практично сам избацио Ајакс који је поклекао у финишу веома узбудљиве утакмице.
| Тим           | Тотенхем          | Ливерпул      |
| ------------- | ----------------- | ------------- |
| Осмина финала | Борусија Дортмунд | Бајерн Минхен |
| Четвртфинале  | Манчестер Сити    | Порто         |
| Полуфинале    | Ајакс             | Барселона     |

### Тотенхем хотспер
Тотенхем хотспер, први пут се појавио у финалу европског такмичења још од 1984. године и први пут у финалу Купа Европе, Тотенхем хотспер директно се квалификовао у Групну фазу Лиге шампиона, јер су заузели треће место у Премијер лиги. Сврстани су у групу Б заједно са шпанским шампионом Барселоном, холандским шампионом ПСВ Ајндховеном и италијанским Интером, сви су бивши европски шампиони.
Спарси су започели своје учешће у Лиги шампиона на стадиону Сан Сиро у Милану, где су изгубили 2 — 1 од Интера након што су капитулирали два пута у посљедњим минутима меча. На стадиону Вембли у Лондону, на привременом стадиону, Тотенхем хотспер је изгубио 4 — 2 од Барселоне и пао на треће место у групи Б. Спарси су одиграли 2 — 2 са ПСВ Ајндховеном у 3. колу су одиграли у Холандији, али су изгубили голмана Ига Лориса који је зарадио црвени картон и после тога су примили изједначујући гол Лука де Јонга у 87. минуту. Тотенхем хотспер је рано примио гол против ПСВ Ајндховена на Вемблију, али са два гола Харија Кејна у другом полувремену, донела су екипи прву победу у Лиги шампиона у сезони. Против Интера на Вемблију, 80-минутни гол Кристијана Ериксена је донео Спарсима победу од 1 — 0 и спречио да клуб буде елиминисан. Последњи меч у групи са Барселоном на Камп ноу почео је раним голом за домаћу екипу, али касни гол Лукаса Море донео је Тотенхему нерешен исход 1 — 1. Клуб је био другопласирани на крају групе фазе са истим бројем бодова као и Интер, али је прошао у нокаут фазе због више датих голова у групној фази од Интера.
Тотенхем хотспер се састао са немачким клубом Борусијом Дортмунд у осмини финала, што је други пут у последње три године да су се два тима састала у европском такмичењу. Спарси су победили први меч са 3 — 0, у веома доминантном наступу у првом мечу на стадиону Вембли голове су у другом полувремену постигли Сон Хјунг-мин, Јан Вертонген и Фернандо Љоренте. Друга утакмица на Сигнал Идуна парку у Дортмунду завршена је победом од 1 — 0 за госте тј Тотенхем хотспер, голом Харија Кејна почетком другог полувремена, што је довело до укупног скора од 4 — 0 и пролазак Тотенхем хотспера у четвртфинале.
Тотенхем хотспер је извучен у четвртфиналу против својих сународника и владајућег енглеског првака Манчестер Ситија, два меча су одиграна у року од 11 дана , овај меч у Лиги шампиона и меч у Премијер лиги. Тотенхем хотспер је био домаћин прве утакмице, прве европске утакмице на новоизграђеном стадиону ФК Тотенхема, и победили су 1 — 0  голом који је постигао Сон Хјунг-мин постигао у 78. минути, након што је у првом полувремену Серхио Агверо промашио пенал за Манчестер Сити лопту је спасио Уго Лорис и израстао у хероја утакмице. Манчестер Сити је повео рано у другом мечу одиграном на Градском стадиону у Манчестеру 3 — 2 у року од 21. минута у отварању реванш меча, два гола за Манчестер Сити је постигао Рахим Стерлинг и још један гол који је постигао Бернардо Силва. Гол Серхија Агвера у 59. минуту донео је Манчестер Ситију предност од 4 — 3 у укупном резултату у серији, али је Фернандо Љоренте постигао гол у 73. минуту и поново изједначио серију и донео Тотенхему предност правила гола у гостима. Рахим Стерлинг је постигао пети погодак за Манчестер Сити у трећем минуту зауставног времена, али је Видео асистент судија проценио да је био офсајд током акције Манчестер Ситија, дајући Тотенхему победу и пролаз у наредну фазу такмичења због правила гола у гостима. Тако је Тотенхем хотспер прошао у прво полуфинале од 1962.
Тотенхем хотспер се суочио са оживљеним холандским клубом Ајаксом, који је четири пута освојио европски Куп и ушао у такмичење кроз квалификационе рунде са младим тимом. За спарсе, нису наступали нападачи Хари Кејн и Сон Хјунг-мин, између осталог, због повреда, први меч су изгубили 1 — 0 код куће на Стадиону ФК Тотенхем, Ајаксов једини гол је постигнут у 15. минуту, а постигао га је Дони ван де Бек. Ајакс је започео другу утакмицу на њиховој Јохан Кројф арени, а голове за Ајакс су постигли Матијас де Лигт и Хаким Зијех и тако поставили укупни резултат 3 — 0 у серији на полувремену. Менаџер Тотенхема Маурисио Покетино заменио је дефанзивног везног играча Виктора Вањаму уместо њега је ушао нападач Фернандо Љоренте на полувремену, а његов партнер у нападу Лукас Мора постигао је први гол у полуфиналу у 55. минути. Лукас Мора је затим постигао други гол пет минута касније, његов мукотрпни рад му је помогао да победи неколико играча Ајакса након поштеде голмана Андре Онане. Након што Тотенхем није успео да реализује неколико шанси да изједначи меч, меч је ушао у пет минута зауставног времена. Пошто је сат прошао пето минутну надокнаду, Мора је завршио свој хат-трик са првим шутем из казненог простора како би преокренуо резултат 2 — 3, а у укупном скору 3 — 3 и одвео Спарсе у финале путем правила гола у гостима. Друга утакмица је проглашена једним од највећих повратничких утакмица у историји Лиге шампиона, поред Ливерпуловог полуфинала одиграног претходног дана против Барселоне.

### Ливерпул
Ливерпул је био другопласирани у прошлогодишњем финалу, квалификовао се директно у групну фазу као четврта екипа из Премијер лиге. Ушли су у групу Ц заједно са француским шампионом Пари Сен Жерменом, италијанским Наполијем и српским шампионом Црвеном звездом из Београда, који су се квалификовали кроз плеј-оф рунду и дебитовали у групној фази Лиге Шампиона.
У уводном мечу групне фазе, Ливерпул је играо против Пари Сен Жермена на Енфилд Роуду и победио је 3 — 2, голом у зауставном времену замене Фирмина, голове су постигли и Стариџ и Милнер из пенала за Ливерпул, а Меније и Мбапе за Пари Сен Жермен. Ливерпул није успео да постигне погодак у поразу  1 — 0 од Наполија на стадиону Сан Паоло у 2. колу, где је домаћин победио голом Инсињеа у 90. минуту. Ливерпул је преузео прву позицију у групи Ц након победе на домаћем терену од 4 — 0 над Црвеном звездом 24. октобра, голове су постигли Фирмино, Салах два пута и Мане. Али на стадиону Рајко Митић у Београду Ливерпул је претрпео прави шок поразом 2 — 0 од Црвене звезде две недеље касније, голове је постигао Милан Павков. Ливерпул је пао на друго место иза Наполија.
На Парку принчева у Паризу, Ливерпул је поражен резултатом 2 — 1 од Пари Сен Жермена, голове су постигли Бернат и Нејмар за Пари Сен Жермен, а гол за Ливерпул је постигао Милнер из пенала, и тако је Ливерпул пао је на треће место у групи, стављајући себе у опасност од елиминације из групне фазе. Ливерпул је победио у последњој утакмици групне фазе, одиграној 11. децембра против Наполија на Енфилд Роуду, голом Салаха и неколико спасавања гола од стране голмана Алисона Бекера. Ливерпул је по броју бодова остао исти као и Наполи, али са бољим међусобним скором и гол разликом су отишли у нокаут фазу, Ливерпул је дао 9 голова, а Наполи 7 голова и због тога је Ливерпул отишао даље.
Ливерпул је у осмини финала одиграо утакмицу против немачког првака Бајерн Минхена и на свом стадиону Енфилд Роуду су одиграли нерешено 0 — 0, ово је подсетило на исти исход полуфиналне утакмице двеју страна у Лиги шампиона 1980/81. Ливерпул је прошао у четвртфинале тако што је савладао Бајерн Минхен резултатом 3 — 1 у другој утакмици на Алијанц арени у Минхену са два гола Манеа и једног гола Ван Дајка у другом полувремену, а аутогол за Бајерн је дао Жоел Матип. Ливерпул је победио у четвртфиналу португалски клуб Порто са укупним резултатом 6 — 1, победивши 2 — 0 у првој утакмици код куће, голове су постигли Кеита и Фирмиино и 4 — 1 на стадиону Драгао, голове су постигли: за Порто је гол постигао Милитао, за Ливерпул голове су постигли Мане, Ван Дајк, Фирмино и Салах.
У полуфиналу, Ливерпул се састао са фаворизованом Барселоном. Барселона је искористила неколико промашених шанси од Ливерпулових играча и победила је 3 — 0 код куће на Камп ноу, са два гола Месија у другом полувремену, укључујући и слободни ударац са 25 метара у 82. минуту, то је био његов 600. гол за клуб, и голом Луиса Суареза. Са дефицитом од три гола у реванш утакмици и преокупацијом за освајање Премијер Лиге, Ливерпулов менаџер Јирген Клоп замолио је своје играче да "покушају" или да "пропадну на најлепши начин". Ливерпул је преокренуо дефицит и победом од 4 — 0 на Енфилд Роуду, прошао на основу коначног резултата 4 — 3, у другој утакмици по два гола су постигла оба играча и то Ориги и Вајналдум у ономе што је описано као један од највећих повратака у историји Лиге шампиона, упркос томе што Мохамед Салах и Роберто Фирмино нису играли због повреда. Резервни нападач Ливерпула Ориги постигао је први гол у седмој минути, након чега је уследило пар голова у муњевитом брзином, замена на полувремену Вајналдум постигао је гол како би изједначио укупан резултат у 56. минути. Алисон Бекер је направио серију кључних одбрана како би Барселони вредан гол на гостовању одбранио,  ово је понављање Барселониног наступа против Роме прошле године у четвртфиналу, јер је Рома стигла дефицит од три гола разлике против Барселоне.
Ориги је постигао одлучујући гол на утакмици у 79. минуту, искористивши брзи ударац из десног угла терена Трента Алекандер Арнолда, Ориги је био сам у казненом простору и матирао је голмана Барселоне Тер штегена без већих проблема.

### Судије
УЕФА је 14. маја 2019. године именовала словеначког судију Дамира Скомину за главног судију. Скомина је судија ФИФА-е од 2002. године и раније је судио у финалима био је четврти судија у финалу Лиге шампиона 2013. године. Његово именовање за судију је значило да је то његово троструко европско финале, пошто је званично судио финале Лиге Европе 2017. између Ајакса и Манчестер јунајтеда, као и УЕФА суперкуп  2012. између Челсија и Атлетико Мадрида. Њему ће се придружити двојица његових сународника, Јуре Прапротник и Робертом Вукан као помоћници. Шпанац Антонио Матеу Лахоз је четврти судија, а Дени Мекели из Холандије ће бити главни судија у ВАР соби. Њему ће се придружити његов сународник Пол ван Бекел као један од помоћника ВАР-а, а за другог помоћника ВАР-а за финале именован је Феликс Цвајер из Немачке. Његов сународник Марк Борш ће служити као ВАР судија за офсајд позиције.
| Главни судија: Дамир Скомина (Словенија) Помоћне судије: Јуре Прапротник (Словенија) Роберт Вукан (Словенија) Четврти судија: Антонио Матеу Лахоз (Шпанија) Главни судија у ВАР соби: Дени Мекели (Холандија) ВАР асистенти: Пол ван Бекел (Холандија) Феликс Цвајер (Немачка) Офсајд ВАР: Марк Борш (Немачка) |